# Michaił Girszowicz
Michaił Grigoriewicz Girszowicz, ros. Михаил Григорьевич Гиршович (ur. 5 kwietnia?/18 kwietnia 1904 w Kutnie, zm. 26 lipca 1947 w Chabarowsku) – radziecki wojskowy, generał major.

## Życiorys
Urodził się w Kutnie, w rodzinie żydowskich urzędników. Ukończył 4 klasy szkoły żydowskiej, a następnie wyjechał na Białoruś.
W 1920 wstąpił do Armii Czerwonej. W 1926 ukończył szkołę artylerii w Moskwie, a w 1938 kurs artylerii przeciwlotniczej. W latach 1942–1943 był szefem sztabu moskiewskiego frontu obrony przeciwlotniczej, a następnie kierownikiem Centralnego Sztabu Obrony powietrznej Armii Czerwonej.
Zmarł 26 lipca 1947 roku w wieku 43 lat, w Chabarowsku.

## Odznaczenia
- Order Lenina
- Order Czerwonego Sztandaru
- Order Kutuzowa